# Lixophaga orbitalis
Lixophaga orbitalis är en tvåvingeart som beskrevs av Aldrich 1926. Lixophaga orbitalis ingår i släktet Lixophaga och familjen parasitflugor.
Artens utbredningsområde är Kalifornien. Inga underarter finns listade i Catalogue of Life.